# Gašpar Alapić
Gašpar Alapić (* erstes Viertel des 16. Jahrhunderts in Vukovina; † 1584 ebenda) war zunächst ein kroatischer Feldherr und später Ban von Kroatien. Bekannt wurde er als Gegner und Sieger gegen die aufständischen Bauern des kroatisch-slowenischen Bauernaufstands im Jahr 1573.

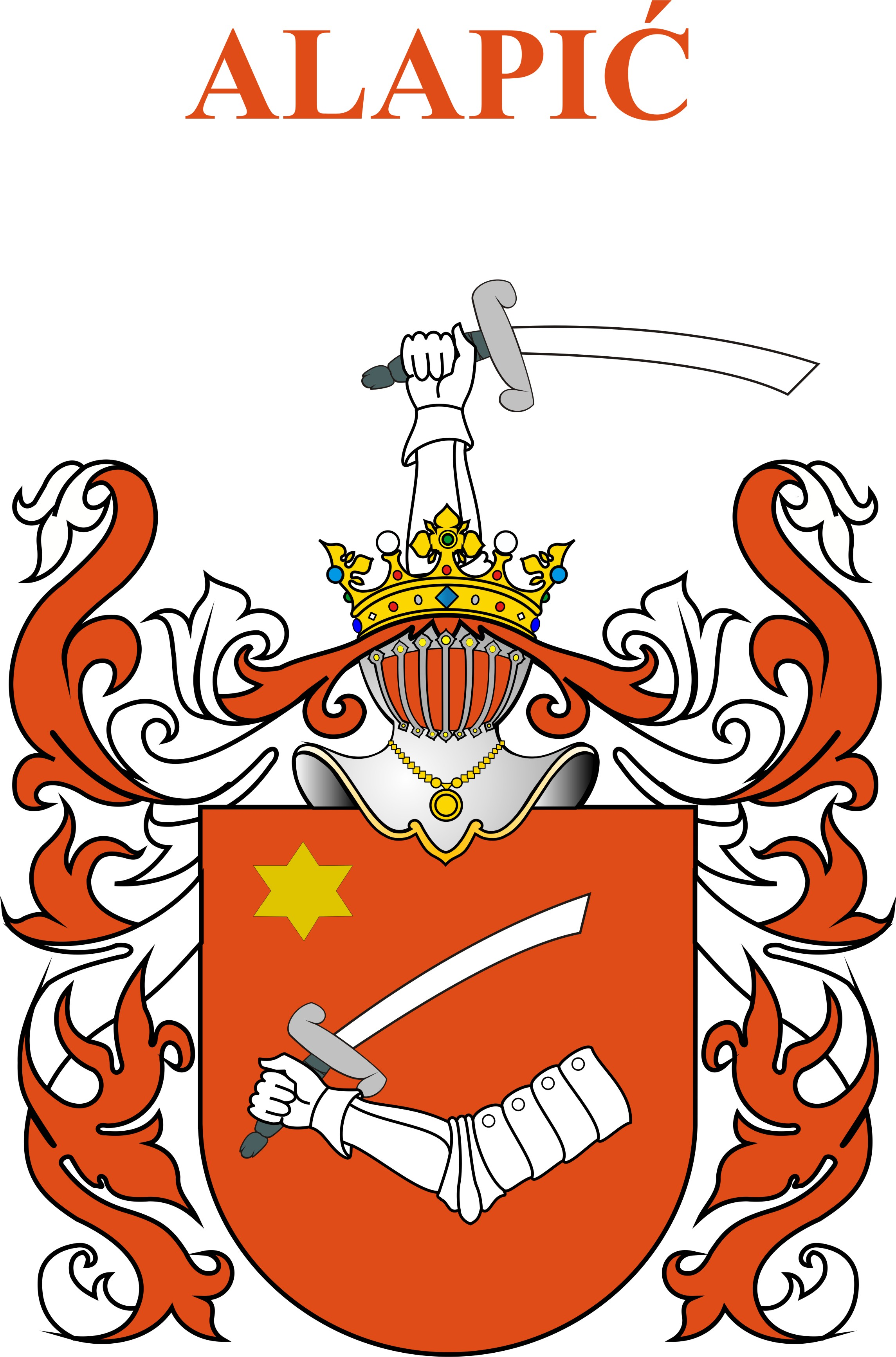
Wappen der Familie Alapić

## Leben
Gašpar Alapić wurde im ersten Viertel des 16. Jahrhunderts geboren, als Sohn von Ivan Alapić und dessen Ehefrau Margareta, der Schwester von Nikola Šubić Zrinski. Über seine Kindheit und Jugend ist nichts bekannt.

### Türkenkriege
Die Osmanen unter der Führung von Sultan Süleyman I. befanden sich wieder auf einem weiteren großen Feldzug gegen Ungarn um tiefer in das Habsburgerreich vorzustoßen. Um dem Gegner zuvorzukommen, wurde die Burg von Siklós am 17. Juni 1566 angegriffen und Gašpar Alapić konnte mit seinen Truppen die dort türkischen Einheiten von Sandžak-beg Muhamed von Tirbala besiegen. Dieser kam bei dem Angriff ums Leben. Daraufhin folgte am 5. August 1566 die Belagerung von Szigetvár durch die Osmanen und er wurde deshalb kurz darauf von seinem Onkel Nikola Šubić Zrinski zum stellvertretenden Kommandeur der Burg von Szigetvár ernannt, da dieser Angst hatte den Angriff der Türken nicht zu überleben. Trotz des Todes vom Sultan einen Tag zuvor fiel die Burg am 7. September 1566 in die Hände der Osmanen. Dabei kamen die meisten Verteidiger ums Leben, darunter auch Nikola Šubić Zrinski und seine Gefolgsleute. Gašpar Alapić war einer der wenigen Überlebenden die gefangen genommen wurden. Wegen einer Lösegeldzahlung von 500 Forint konnte er durch seinen Cousin Juraj Zrinski aus der Gefangenschaft befreit werden.
Im Jahr 1571 wurde Gašpar Alapić Stadthauptmann von Nagykanizsa und Ban Juraj Drašković ernannte ihn außerdem zum Kommandeur seiner Armee.

### Bauernaufstand
Der kroatisch-slowenische Bauernaufstand begann in der Nacht vom 27. auf den 28. Januar 1573 mit einem Angriff der Bauernarmee auf Cesargrad in der Nähe von Klanjec. Nachdem Gašpar Alapić seine Armee zusammengestellt hatte, zog er mit seinen Truppen von Zagreb in Richtung Südwesten vor und besiegte die ersten von ihm angetroffenen Rebellen am 6. Februar 1573 in der Nähe von Kerestinec.
Die entscheidende Schlacht zwischen den Aufständischen und der Armee von Gašpar Alapić ereignete sich am 9. Februar 1573, als die Bauernarmee durch das Heer der königstreuen Truppen in der Nähe von Stubičke Toplice vernichtend geschlagen wurden.

### Ban von Kroatien
Gašpar Alapić wurde am 15. Oktober 1574 zum kroatischen Ban ernannt, übte jedoch in dieser Funktion nur militärische Aufgaben aus. Die Verwaltung und die Justiz gehörten weiterhin zu den Aufgaben von Ban Juraj Drašković. Am 13. April 1576 versuchte Gašpar Alapić zurückzutreten, blieb jedoch bis zur Ernennung seines Nachfolgers Kristof Ungnad von Sonneg bis Anfang des Jahres 1578 weiterhin in seinem Amt als Ban. Während seiner Amtszeit widmete er sich intensiv dem Kampf und der Verteidigung gegen die weitere Bedrohung der Osmanen, die seine Güter in den Jahren 1576 und 1578 verwüsteten.
Seinem Testament zufolge wurde er neben seinem Vater in der Kirche des Paulinerklosters in Remete nordöstlich von Zagreb begraben.